# Drahňov
Drahňov, ungarisch Deregnyő ist eine Gemeinde im Osten der Slowakei mit 1692 Einwohnern (Stand 31. Dezember 2024), die zum Okres Michalovce, einem Teil des Košický kraj gehörte und in der traditionellen Landschaft Zemplín liegt.

## Geographie
Die Gemeinde befindet sich im Ostslowakischen Tiefland beim Zusammenfluss von Laborec und Uh. Das Ortszentrum liegt auf einer Höhe von 106 m n.m. und ist 11 Kilometer von Veľké Kapušany sowie 21 Kilometer von Michalovce entfernt.
Nachbargemeinden sind Budkovce und Stretavka im Norden, Krišovská Liesková im Osten, Vojany im Südosten, Ižkovce im Süden, Malé Raškovce im Südwesten, Zemplínske Kopčany im Westen und Slavkovce im Nordwesten.

## Geschichte
Drahňov wurde zum ersten Mal 1262 schriftlich erwähnt und gehörte den örtlichen Edelmännern. Im 14. Jahrhundert gab es hier eine Mautstelle, wahrscheinlich ab dem 15. Jahrhundert entwickelte sich das Dorf zum Marktflecken. 1600 gab es 37 Häuser, ein Landschloss, eine Kirche, eine Pfarrei sowie eine Schule. Kurz danach kam der lange Untergang, sodass 1715 das Dorf als „verlassen“ erwähnt ist und 1720 neun Häuser standen.
1828 sind 84 Häuser verzeichnet, mit 605 überwiegend in Landwirtschaft beschäftigten Einwohnern.
Bis 1918/1919 gehörte der im Komitat Semplin liegende Ort zum Königreich Ungarn und kam danach zur Tschechoslowakei bzw. heute Slowakei. 1938–1945 lag er auf Grund des Ersten Wiener Schiedsspruchs noch einmal in Ungarn.

## Bevölkerung
| Jahr                | 1994 | 2004     | 2014     | 2024     |
| ------------------- | ---- | -------- | -------- | -------- |
| Anzahl der Personen | 992  | 1180     | 1426     | 1692     |
| Unterschied         |      | +18,95 % | +20,84 % | +18,65 % |

| Jahr                | 2023 | 2024    |
| ------------------- | ---- | ------- |
| Anzahl der Personen | 1676 | 1692    |
| Unterschied         |      | +0,95 % |

Nach der Volkszählung 2011 wohnten in Drahňov 1352 Einwohner, davon 627 Roma, 299 Magyaren, 284 Slowaken, sechs Tschechen sowie jeweils ein Pole, Russine und Ukrainer. 133 Einwohner machten keine Angabe zur Ethnie.
441 Einwohner bekannten sich zur reformierten Kirche, 299 Einwohner zur griechisch-katholischen Kirche, 105 Einwohner zur griechisch-katholischen Kirche, 72 Einwohner zu den Zeugen Jehovas, fünf Einwohner zur orthodoxen Kirche, vier Einwohner zur Evangelischen Kirche A. B. sowie jeweils ein Einwohner zur evangelisch-methodistischen Kirche und zur tschechoslowakischen hussitischen Kirche; ein Einwohner bekannte sich zu einer anderen Konfession. 256 Einwohner waren konfessionslos und bei 167 Einwohnern wurde die Konfession nicht ermittelt.
Ergebnisse nach der Volkszählung 2001 (1076 Einwohner):
| Nach Ethnie: - 58,27 % Magyaren - 38,21 % Slowaken - 7,99 % Roma - 0,37 % Tschechen | Nach Konfession: - 20,54 % römisch-katholisch - 20,45 % griechisch-katholisch - 2,32 % konfessionslos - 0,28 % evangelisch - 0,19 % keine Angabe |

## Bauwerke
- Lónyay-Landschloss im klassizistischen Stil aus dem Jahr 1812, heute Sitz des Gemeindeamtes sowie der Grundschule
- reformierte Kirche aus dem Jahr 1836